# Autofagina
Autofagina-1 (Atg4/Apg4) é uma protease de cisteína responsável pela clivagem C-terminal em Atg8/Apg8/Aut7, uma reacção essencial para a sua lipidação durante a autofagia
O rápido avanço no entendimento sobre o mecanismo e regulação da autofagia, tem colocado este proccesso no centro da pesquisa sobre as principais doenças humanas. O desafio futuro consiste em desenvolver métodos fáceis de manipular separadamente a actividade de cada via de autofagia. Isto permitiria aos cientistas um melhor entendimento de doenças com o cancro, a neurodegeneração, doenças infecciosas e doenças musculares, possibilitando provavelmente algumas ferramentas terapêuticas.